# شوک آینده
شوک آینده کتابی از الوین تافلر است که در سال ۱۹۷۰ منتشر شد. این کتاب را امیرحسین جهانبگلو با نام «ضربه آینده» و حشمت‌الله کامرانی با نام «شوک آینده» به فارسی ترجمه کرده‌اند.